# Kavos (Notia Kerkyra)
Kavos (griechisch Κάβος (m. sg.)) ist ein Dorf im Südosten der griechischen Insel Korfu. Es gehört zum Stadtbezirk Lefkimmi der Gemeinde Notia Kerkyra und zählt 685 Einwohner (Stand 2011). Es ist ein touristisch geprägter Ort, direkt am Strand gelegen.